# Băișești
Băișești – wieś w Rumunii, w okręgu Suczawa, w gminie Cornu Luncii. W 2011 roku liczyła 1377 mieszkańców.